# Стівен Маклін (футболіст)
Стівен Маклін (англ. Steven MacLean, нар. 23 серпня 1982, Единбург) — шотландський футболіст, нападник клубу «Гарт оф Мідлотіан».

## Клубна кар'єра
У дорослому футболі дебютував 2001 року виступами за «Рейнджерс», за який у сезоні 2002/03 взяв участь у 3 матчах чемпіонату, а також у одній грі національного кубка. Після цього був відданий в оренду в клуб англійського Третього дивізіону «Сканторп Юнайтед», де забив 23 голи у 42 матчах чемпіонату, ставши найкращим бомбардиром дивізіону. Тим не менш, після повернення, головний тренер «Рейнджерса» Алекс Макліш вирішив, що гравець не має перспективи у першій команді і виставив гравця на трансфер.
7 липня 2004 року перейшов в клуб англійської Першої ліги «Шеффілд Венсдей», з яким у першому ж сезоні вийшов у Чемпіоншип, де провів наступні два сезони. Після цього також у другому за рівнем дивізіоні Англії грав за «Кардіфф Сіті», «Плімут». Виступаючи за останній з них здавався в оренду в «Абердин» та «Оксфорд Юнайтед».
У сезоні 2011/12 грав у Першій лізі за «Йовіл Таун» та по оренді у Другій лізі за «Челтнем Таун».
1 вересня 2012 року повернувся до Шотландії, ставши гравцем клубу Прем'єр-ліги «Сент-Джонстон». З цією командою Маклін виграв свій перший трофей — Кубок Шотландії у 2014 році, забивши один з голів у фінальному матчі проти «Данді Юнайтед» (2:0). Загалом відіграв за команду з Перта 171 матч в національному чемпіонаті, забивши 48 голів.
В квітні 2018 року підписав попередню угоду з клубом «Гарт оф Мідлотіан», куди і перейшов по завершенні сезону 2017/18.

## Виступи за збірну
2002 року залучався до складу молодіжної збірної Шотландії. На молодіжному рівні зіграв у 4 офіційних матчах.

## Досягнення
- Чемпіон Шотландії (1):

«Рейнджерс»: 2002–03
- Володар Кубка Шотландії (2):

«Рейнджерс»: 2002–03
«Сент-Джонстон»: 2013–14
- Володар Кубка шотландської ліги (1):

«Рейнджерс»: 2002–03